# Daniel Hackett
Daniel Lorenzo Hackett (ur. 19 grudnia 1987 w Forlimpopoli) – amerykański koszykarz występujący na pozycjach rozgrywającego lub rzucającego obrońcy, posiadający także włoskie obywatelstwo, reprezentant tego kraju, obecnie zawodnik CSKA Moskwa.

## Osiągnięcia

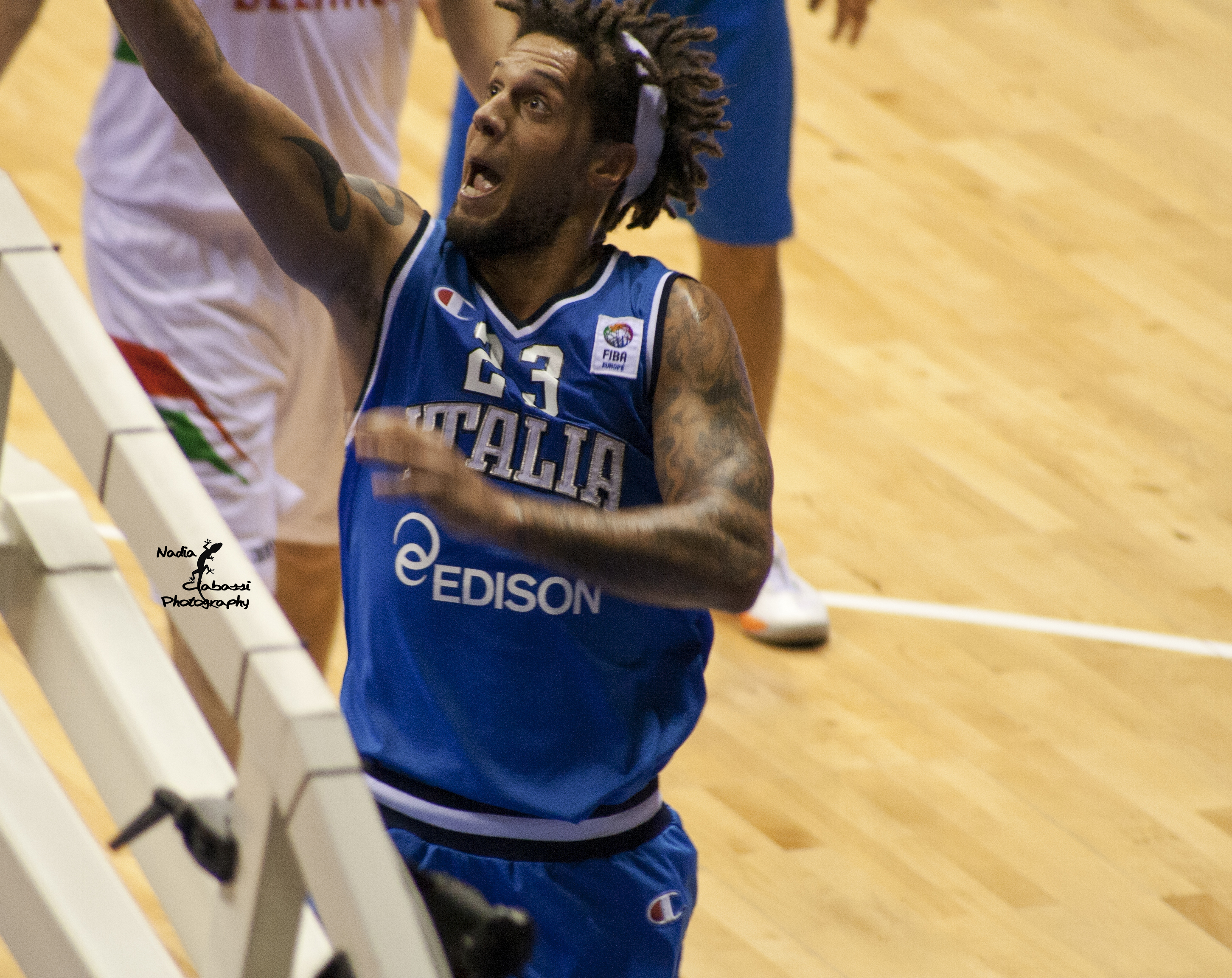
W barwach kadry Włoch (2012).

Stan na 22 czerwca 2021, na podstawie, o ile nie zaznaczono inaczej.
NCAA
- Zaliczony do:
  - I składu:
    - defensywnego Pac-10 (2009)
    - turnieju Pac-10 (2009)

  - II składu Pac-10 (2009)
- Lider Pac-10 w liczbie asyst (166 – 2009)[5]

Drużynowe
- Mistrz:
  - Euroligi (2019)[6]
  - VTB/Rosji (2019, 2021[7])
  - Grecji (2016)
  - Włoch (2013, 2014)
- Wicemistrz:
  - Euroligi (2017)
  - Grecji (2017)
- 3. miejsce podczas mistrzostw Włoch (2015)
- Zdobywca:
  - pucharu Włoch (2013)
  - superpucharu Włoch (2013)
- Finalista pucharu Włoch (2015)

Indywidualne
- MVP:
  - play-off VTB (2021)[7]
  - finałów ligi włoskiej (2013)
  - pucharu Włoch (2013)
  - superpucharu Włoch (2013)
  - meczu gwiazd ligi włoskiej (2012)
- Uczestnik meczu gwiazd ligi włoskiej (2011, 2012)

Reprezentacja
- Uczestnik:
  - mistrzostw Europy (2011 – 17. miejsce, 2015 – 6. miejsce, 2017 – 7. miejsce)
  - kwalifikacji do:
    - Eurobasketu (2013)
    - igrzysk olimpijskich (2016)
- Brązowy medalista mistrzostw Europy U–20 (2007)